# Langues nilotiques méridionales
Les langues nilotiques méridionales sont un groupe de langues de la famille nilo-saharienne. 

## Répartition géographique

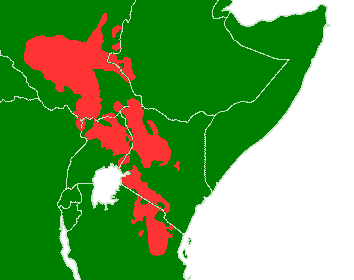
Répartition des langues nilotiques, en rouge sur la carte.

Les langues nilotiques méridionales sont réparties entre l'Ouest du Kenya, l'Ouganda et le Nord de la Tanzanie.

## Classification
Les langues nilotiques sont rattachées aux langues soudaniques orientales, à l'intérieur de l'ensemble nilo-saharien.
À l'intérieur du groupe nilotique, les langues méridionales rassemble les langues kalenjin des hauts plateaux de l'Ouest du Kenya, et deux langues parlées plus au Sud, l'omotik (en) et le datooga.

## Liste des langues
- Selon Rottland, les langues nilotiques méridionales sont[1]:
  - Langues kalenjin (4 sous-groupes) : 
    - Nandi-markweta : nandi, kipsikis, keyo, tuken, markweta
    - Elgon : sapiny, sabaot, terik
    - Okiek : kinare, sogoo, akie
    - pökot

  - omotik (en)
  - datooga

## Sources
- (de) Rottland, Franz, Die südnilotischen Sprachen. Beschreibung, Vergleichung und Rekonstruktion, Kölner Beiträge zur Afrikanistik no 7, Berlin, Dietrich Reimer Verlag, 1982  (ISBN 3-496-00162-3)
- (en) Voßen, Rainer, The Eastern Nilotes. Linguistics and Historical Reconstructions, Kölner Beiträge zur Afrikanistik no 9, Berlin, Dietrich Reimer Verlag, 1982  (ISBN 3-496-00698-6)